# Ure letenja za ekstravagantne ptice
Ure letenja za ekstravagantne ptice je četrti studijski album novomeške rock skupine Dan D, izdan 27. februarja 2009 pri založbi KifKif Records.
Z albuma je izšlo pet singlov: napovedni singel albuma je bil »Jutranja« (predstavljeni so bili kar trije videospoti – prvi z neobjavljeno studijsko različico pesmi, drugi s simfonično izvedbo v Križankah in tretji za albumsko različico), februarja 2009 mu je sledil »Google Me« (spot je režiral Klemen Dvornik), junija »Love Song« (spot je režiral Klemen Dvornik), maja 2010 »Moj problem« (spot je režiral Radislav Jovanov – Gonzo) in aprila 2011 »Magično«.
Na naslovnici je upodobljen ptič klavžar, ki velja za eksotično in redko vrsto ter ponazarja skupinin nekonvencionalen pristop k ustvarjanju.
Priredbo pesmi "Novo sonce" sta na svojem debitantskem albumu 4 izdala zalagasper leta 2020.

## Kritični odziv
Za spletni portal Rockline je Lea Lesar o albumu napisala: "Pesmi so tekstovno ne-enostavne, poslušalca pritegnejo k razmišljanju. So kritike stanja duha današnje družbe in obče sprejetih moralnih vrednot. Predvsem je pomembno, da vseh štirinajst pesmi album poveže v celoto [...]". Jaša Lorenčič, ki je v tistem času pisal za MMC RTV-SLO, je v pozitivni recenziji napisal: "Ure letenja za ekstravagantne ptice najbrž ne bo dosegel uspeha prejšnjega albuma, zagotovo pa bo šel v zgodovino kot eden najpogumnejših in konkretnih izdelkov, s katerimi Slovenija manjša zaostanek za aktualnimi tokovi."
V recenziji na portalu Planet SiOL.net pa je anonimni avtor recenzije o albumu zapisal: "Vsekakor so Dan D s tem albumom naredili velikanski kvalitativni preskok. S kančkom več žanrske ukalupljenosti (zgolj v pozitivnem pomenu te besede, op.) pa bi skupina zlahka prodrla tudi onstran naših meja. Vsekakor pa je Ure letenja za ekstravagantne ptice vrhunski album sodobnega in samobitnega avtorskega rocka in eden najboljših slovenskih albumov zadnjih let."

## Seznam pesmi
Vso glasbo in vsa besedila je napisal Tomislav Jovanović.
1. »Magično« – 4:21
2. »Moj problem« – 2:32
3. »Google Me« – 4:02
4. »Jutranja« – 3:59
5. »Sirena« – 4:55
6. »San san« – 3:31
7. »Halo« – 3:32
8. »Love Song« – 3:31
9. »Rožice« – 4:05
10. »Čakamo« – 4:03
11. »Tiho« – 4:25
12. »Put slonova« – 6:26
13. »Moj problem« (akustična verzija) – 2:58
14. »Novo sonce« – 4:20

## Zasedba

### Dan D
- Tomislav Jovanović – Tokac — vokal, kitara
- Dušan Obradinovič – Obra — bobni
- Marko Turk – Tučo — ritem kitara
- Boštjan Grubar — klaviature
- Nikola Sekulović — bas kitara

### Gostje
- Miro Tomšič — tolkala (1)
- Uroš Bon — tolkala (2, 9, 12)
- Primož Žižek, Sašo Mutič, Petra Štupar — ploskanje (13)